# 초감정
메타감정(meta-emotion) 또는 초감정은 "자신과 타인의 감정 모두에 대한 감정과 인지 중 조직화되고 구조화된 집합"이다. 초감정에 대한 이러한 광범위한 정의는 특히 부모의 초감정 철학과 관련하여 심리학자들의 관심을 불러일으켰다.
초감정은 특정 감정을 유발할 때마다 우리가 그 1차 감정을 어떻게 경험했는지에 대한 후속 감정을 다룬다는 아이디어를 의미한다. 일부 심리학자들은 초감정이 개인이 자신과 타인의 감정을 해석하고 처리하는 방식에 미치는 영향을 연구했지만, 초감정에 관한 많은 문헌은 부모의 초감정이 자녀의 사회-정서적 발달에 미치는 영향에 초점을 맞추고 있다.
초감정은 단기적일 수도 있고 장기적일 수도 있다. 후자는 낙담 또는 심지어 심리적 억압의 원인이 되거나 특정 감정의 고취가 될 수 있으며, 성격 특성, 정신역동, 가족 및 집단역학, 조직 분위기, 정서 장애뿐만 아니라 정서적 알아차림, 감정 지능에도 영향을 미친다.

## 고트먼의 연구
1997년 존 고트먼, 린 캐츠, 캐럴 후븐은 부모가 자녀의 감정 표현에 반응하는 방식을 설명하기 위해 초감정이라는 용어를 사용했다. 베이커, 페닝, 크르닉(2010)은 초감정 철학을 "감정에 대한 부모의 태도"로 정의했다.
광범위하게 말하면, 초감정은 감정에 대한 감정과 생각을 모두 포함한다. 고트먼 외(2006)에 따르면, 초감정이라는 용어는 단순히 자신의 감정에 대한 개인의 정서적 반응만을 의미하는 것이 아니라 "감정의 실행 기능"도 의미한다. 그린버그(2002)는 초감정이 "2차 감정"의 한 유형으로 간주되어야 한다고 제안했는데, 이는 2차 감정이 1차 감정 뒤에 오는 시간적 개념이다. 예를 들어, 불안(2차 감정)은 노여움(1차 감정) 뒤에 올 수 있다.
초감정이라는 용어는 고트먼 외(1996)의 초기 연구 결과 예상치 못하게 만들어졌다. 수년간 발달 심리학 연구는 부모의 정동, 반응성, 양육 방식에 초점을 맞추었다. 고트먼, 캐츠, 후븐(1996)은 부모의 감정과 자녀의 감정에 대한 부모의 감정과 생각에 충분한 관심이 주어지지 않는다고 믿었다. 부모의 결혼 관계가 자녀에게 미치는 영향을 연구하면서, 고트먼 외(1996)는 부모가 자신과 자녀의 감정에 대해 다양한 태도와 철학을 가지고 있다는 것을 발견했다. 이러한 차이를 조사하기 위해 캐츠와 고트먼(1986)은 초감정 인터뷰를 개발하고 "초감정 구조"라는 용어를 사용하여 감정에 대한 부모의 감정을 언급했다. 그들은 초감정이 "감정 연구에서 널리 퍼져 있고 제대로 연구되지 않은 차원"이라고 믿었다. 캐츠와 고트먼(1986)은 초감정 개념을 메타인지 구성체와 유사하게 보았다. 후븐, 고트먼, 캐츠(1995)는 "초감정 구조"라는 용어를 "부모의 특정 감정에 대한 알아차림, 자녀의 이러한 감정에 대한 알아차림과 수용, 그리고 자녀의 감정에 대한 코칭"을 의미하는 데 사용했다. 그들의 연구 결과는 부모의 초감정 변수가 자녀와 상호작용하고 부부 갈등을 해결하는 능력과 관련이 있음을 보여주었다. 고트먼, 캐츠, 후븐(1996)은 부모 자신의 감정에 대한 감정과 생각이 양육 방식에 강한 영향을 미친다고 제안했다.

### 부모의 초감정 철학 유형
1996년 발표된 논문에서 고트먼, 캐츠, 후븐은 다양한 유형의 부모 초감정 철학을 설명했다. 여기에는 감정 코칭 철학과 무시하는 초감정 철학이 포함된다. 두 가지 주요 초감정 철학, 즉 부모가 자신과 자녀의 감정에 편안함을 느끼는 감정 코칭 철학과 부모가 부정적인 감정을 해로운 것으로 보는 감정 무시 철학이 초감정을 연구하는 심리학자들 사이에서 일반적인 합의로 남아 있다.

#### 감정 코칭 철학
감정 코칭 철학을 따르는 부모는 자신과 타인의 감정을 잘 알아차리는 경향이 있다. 그들은 이러한 감정에 대해 이야기하고 자녀가 감정, 특히 슬픔과 노여움을 이해하고 표현하도록 도울 수 있다. 저자들은 감정 코칭 철학과 부모의 따뜻함 사이에 차이가 있음을 발견했다.
감정 코칭 철학의 다섯 가지 주요 특징은 다음과 같다:
- 부모가 자녀의 감정을 알아차린다.
- 부모가 자녀의 감정을 친밀감 또는 가르침의 기회로 본다.
- 부모가 자녀가 느끼는 감정을 언어적으로 표현하도록 돕는다.
- 부모가 자녀의 감정에 공감하거나 확인해 준다.
- 부모가 자녀의 문제 해결을 돕는다 (280).[5]

감정 코칭 철학의 중요한 측면은 부모가 자녀의 부정적인 감정을 주로 친밀감과 가르침을 위해 자녀와 정서적 연결을 형성하는 데 활용한다는 것이다.

#### 무시하는 철학
무시하는 초감정 철학을 가진 부모는 자녀의 노여움이나 슬픔이 자녀에게 해로울 수 있다고 느끼며, 그들의 주요 임무는 이러한 해로운 감정을 가능한 한 빨리 완화하는 것이고, 자녀는 이러한 부정적인 감정이 오래가지 않을 것이라는 것을 알아야 한다고 생각한다. 무시하는 철학을 가진 부모는 자녀의 감정에 민감하고 진정으로 도움을 주고 싶어 할 수 있지만, 이들은 부정적인 감정을 무시하거나 부정하는 것이 자녀를 돕는 가장 좋은 방법이라고 믿는다. 무시하는 초감정 철학을 가진 부모는 종종 자녀의 감정에 대한 통찰력을 제공하지 못하고 부정적인 감정을 성장이나 친밀감을 위한 기회로 보지 않는다. 부모는 자녀의 주의를 돌리거나 부정적인 감정의 원인을 경시함으로써 무시하는 접근 방식을 취할 수 있다.

#### 비승인적 철학
부모의 초감정의 또 다른 가능한 유형은 비승인적 철학이다. 이러한 부모는 자녀의 행동이 적절하더라도 모든 유형의 감정 표현에 대해 자녀를 꾸짖는다. 결과적으로, 이러한 자녀는 자신의 감정을 부적절하고 유효하지 않은 것으로 보기 시작하며, 감정 조절에 어려움을 겪는다. 비승인적인 부모에게 부정적인 감정은 훈육적 반응을 필요로 한다. 일부 비승인적인 부모는 자녀의 부정적인 감정을 자녀가 부모를 조종하거나 통제하려는 수단으로 볼 수 있다.

### 부모의 초감정이 아동 및 청소년에게 미치는 영향
다양한 부모의 초감정 철학이 청소년에게 미치는 영향을 조사한 많은 연구가 있었다. 예를 들어, 연구자들은 초감정 철학과 청소년 우울증 간의 관계, 그리고 부모의 초감정이 청소년의 정동과 대처 기술에 미치는 영향을 연구했다. 다른 심리학자들은 어머니의 초감정 철학이 아동의 애착 경향에 미치는 영향을 조사했다.
고트먼 외(1997)는 아동 및 가족 결과에 영향을 미치는 부모 초감정의 두 가지 특정 측면을 강조했다: 1) 정서적 알아차림과 2) 감정 코칭. 초감정에 관한 주요 심리학자 중 한 명인 고트먼, 캐츠, 후븐은 부모의 초감정이 자녀 삶의 여러 측면에 미치는 중요한 영향력을 확고히 믿는다: "아동의 삶이 시작될 때부터 부모와의 상호작용은 아동의 자기 조절 능력, 주의 집중 능력, 상호 주관적 의미 공유 능력, 부모와의 필수적인 애착 유대, 그리고 변화하는 환경과 상호작용하는 능력에 영향을 미친다는 증거가 있다."
다양한 유형의 부모 초감정 철학이 아동의 정서 상태 및 우울 증상에 미치는 영향을 조사하는 데 관심이 커지고 있다. 예를 들어, 헌터 외(2011)는 아버지, 어머니, 청소년의 초감정 철학 간의 연관성을 조사했다. 그들은 부모가 감정 코칭 철학을 가질 때 청소년은 행동 및 정서적 문제가 더 적은 경향이 있음을 발견했다. 그들은 다음과 같이 결론지었다: "청소년이 개발하는 초감정 철학의 질은 그들의 정신 건강에 영향을 미칠 수 있다. 특히, 감정에 대한 믿음은 우울 장애와 관련이 있으며, 부정적인 믿음은 청소년 우울증 위험 증가와 관련이 있다는 증거가 있다." 마찬가지로, 캐츠와 헌터(2007)는 어머니의 초감정이 청소년 우울 증상에 미치는 영향을 조사했다. 저자들은 우울 증상이 높은 청소년은 자신의 감정을 덜 수용하는 어머니를 가진 경향이 있음을 발견했다. 자신의 감정을 더 잘 수용하는 어머니는 자존감이 높고, 외현화 문제가 적고, 우울 증상이 적은 청소년을 가진 경향이 있었다. 결론적으로, 이 연구는 어머니의 초감정 철학과 청소년 우울증 간의 강한 상관관계를 보여주었다. 따라서 이 저자들은 초감정 철학이 청소년 우울증 및 정동과 관련이 있다고 제안한다.
또 다른 연구에서는 알아차림과 수용 모두 높은 초감정 철학을 가진 어머니가 모자 상호작용에서 부정적인 사회적 행동이 더 적다는 상관관계를 발견했다. 이는 어머니의 초감정 철학이 어머니와 청소년 간의 상호작용에도 영향을 미친다는 것을 시사한다. 이것이 아버지와 그들의 청소년에게도 적용되는지 여부를 조사하는 것은 흥미로울 것이다.
부모의 초감정이 아동의 정동 및 우울 증상에 미치는 영향을 조사하는 것 외에도, 일부 심리학자들은 초감정이 아동의 대처 전략 발달에 미치는 영향을 연구했다. 라가세-세긴과 기오네(2005)는 아동의 대처 전략 발달에 관한 선천적 대 후천적 논쟁을 연구하는 데 관심이 있었다. 이를 위해 그들은 초기 청소년의 대처 기술 발달에 대한 기질(선천적)과 부모의 초감정 철학(후천적)의 영향을 조사했다. 저자들은 부모의 초감정과 청소년의 기질 사이에 많은 상호작용을 발견했다. 예를 들어, 그들은 감정 코칭 양육이 낮은 부정적인 정동과 높은 급증을 가진 아동의 주의 분산 대처 전략과 관련이 있음을 발견했다. 저자들은 부모의 초감정 철학 스타일이 아동의 기질과 상호작용하여 청소년의 대처 스타일을 예측할 수 있다고 결론지었다.

### 부부 갈등 또는 안정성에 미치는 영향
고트먼 외는 초감정 변수가 양육 방식에만 적용되는지 아니면 이러한 변수가 부부의 결혼에도 영향을 미치는지 조사했으며, 참가자 결혼의 종단적 안정성과 부부가 갈등을 해결하는 방식을 검토했다. 그들은 부모 모두의 슬픔과 노여움 초감정을 평가했다.

#### 아버지
고트먼 외는 자신의 슬픔을 더 잘 알아차리는 아버지가 더 다정하며 "덜 경멸적이고 호전적"인 아내를 가진다는 것을 발견했다. 슬픔과 노여움 모두에 대해 감정 코칭 철학을 따르는 아버지는 방어적이지 않고 더 다정했지만, 자신의 노여움과 자녀의 노여움을 단순히 알아차리는 아버지는 더 방어적이고 호전적이었다. 따라서 아버지의 노여움에 대한 알아차림이 반드시 결혼에 긍정적인 특성은 아니었다. 반면에 감정 코칭 철학을 유지하는 아버지는 배우자에게 더 다정했으며, 아내도 더 다정하고 덜 경멸적이었다.

#### 어머니
고트먼 외는 어머니의 슬픔과 노여움 초감정도 조사했다. 그들은 자신의 슬픔과 자녀의 슬픔을 알아차리는 어머니가 덜 호전적이었으며, 남편도 덜 호전적이고 경멸적이지 않다는 것을 발견했다. 슬픔에 대해 감정 코칭 철학을 따르는 어머니는 "덜 혐오스럽고 덜 호전적"인 남편을 가지는 경향이 있었다. 고트먼 외는 자녀의 노여움을 알아차리는 어머니가 덜 경멸적이었지만, 남편에게 덜 다정하다는 것을 발견했다. 그들은 어머니의 경우 자녀의 감정에 대한 알아차림이 부부 상호작용에 긍정적인 영향을 미쳤지만, 아버지의 경우 자녀의 노여움에 대한 알아차림이 결혼에 긍정적인 영향을 미치지 않았다고 결론지었다.

### 청소년기 우정
로젤 외는 청소년기 초감정과 우정 간의 관계를 연구했다. 호주의 5개 고등학교 학생들을 대상으로 설문조사를 실시했다. 총 참가자 수는 795명이었다. 그들은 초기 청소년기의 감정 식별 기술이 후기 청소년기 여성의 우정을 예측한다는 것을 발견했다. 특히, 8학년 때 낮은 감정 식별 기술로 시작한 여학생들은 12학년 때 여학생 친구가 더 적고 남학생 친구가 더 많은 경향이 있었다. 남학생에게는 효과가 없었다. 낮은 초기 감정 식별 기술은 시간이 지남에 따라 알아차림의 상당한 개선과 관련이 있었지만, 이러한 개선은 12학년 때의 우정에 영향을 미치지 않았다. 여학생들이 고등학교에 입학할 때 가지고 있는 감정 식별 기술이 후기 청소년기에 걸쳐 그들의 우정 구성을 형성하는 데 영향을 미칠 수 있다.

### 초감정 철학 측정
초감정 인터뷰는 초감정 측정에 가장 널리 사용되는 도구이다. 각 부모는 자신의 노여움과 슬픔 경험, 감정 표현에 대한 믿음, 자녀의 슬픔과 노여움에 대한 태도 및 반응에 대해 개별적으로 인터뷰를 받는다. 이 인터뷰는 반구조화되어 면접관과 면접 대상자 모두에게 유연성을 제공했다. 인터뷰는 오디오 녹음되었으며 슬픔과 노여움에 대한 초감정의 세 가지 차원, 즉 부모 자신의 감정에 대한 알아차림, 자녀의 감정에 대한 알아차림, 자녀 감정의 코칭을 평가하도록 설계되었다.
고트먼, 캐츠, 후븐은 첫 번째 초감정 인터뷰를 업데이트하여 부모 자신의 감정과 자녀의 감정에 대한 알아차림뿐만 아니라 자녀가 감정을 적극적으로 경험할 때 부모가 자녀와 상호작용하는 방식에 초점을 맞췄다. 인터뷰는 감정 코칭, 방임, 무시, 비승인 등 네 가지 유형의 양육 방식을 설명한다. 오디오 테이프를 통해 점수를 매기는 한 시간짜리 구조화된 인터뷰이다.
가장 최근의 초감정 인터뷰(MEI)의 주요 목표는 개인이 특정 감정을 어떻게 경험하는지에 대한 명확한 아이디어를 얻는 것이다. 처음에 슬픔과 노여움의 감정을 조사하는 데 사용되었지만, 이후 자만과 사랑/애착을 포함하도록 확장되었다. MEI는 한 번에 하나의 감정에 초점을 맞춘다. 면접관이 다음 감정으로 넘어가기 전에 모든 질문은 특정 감정(예: 슬픔)에 대해 답변된다. 각 감정에 대해 개인은 먼저 어린 시절과 가족이 각 감정을 어떻게 다루고 표현했는지 질문받는다. 그런 다음, 현재 그 감정을 어떻게 경험하는지 질문받는다. 질문은 특히 배우자 및 자녀와의 관계에서 각 감정을 어떻게 경험하는지에 초점을 맞춘다. MEI는 또한 비언어적 감정 표현도 다룬다. 예를 들어, 면접관은 개인이 특정 감정을 경험할 때 어떤 모습인지 질문한다(예: "슬플 때 어떤 모습인가요?"). MEI는 비디오로 녹화된 후 MEI 코딩 시스템을 사용하여 코딩되며, 이는 감정의 네 가지 주요 차원, 즉 알아차림, 수용, 조절 장애, 코칭에 초점을 맞춘다. 알아차림은 개인이 감정을 경험하고 있음을 인정하는 정도를 나타낸다. 수용은 개인이 감정을 경험하는 것을 허용할 뿐만 아니라 표현하는 데에도 편안함을 느끼는지 여부를 나타낸다. 조절 장애는 개인이 특정 감정의 표현을 조절하는 데 보고된 어려움과 관련이 있다. 마지막으로, 코칭은 개인이 타인(예: 배우자 또는 자녀)의 정서적 경험을 긍정적인 방식으로 식별하고 수용할 수 있는 정도를 나타낸다.
라가세-세긴과 코플란(2005)은 감정 코칭 및 감정 무시 초감정 철학을 측정하는 데 사용된 최초의 공개된 자기 보고 양육 척도(모성 정서 스타일 설문지)를 구성했다. MESQ의 심리측정학적 특성(즉, 신뢰성 및 타당성)은 허용 가능한 수준 이상으로 밝혀졌으며, 이 측정 도구는 적합성 이론에 기반한 아동의 사회적 결과를 예측하기 위해 아동 기질과 함께 사용되었다.